# Colección de Arte Religioso Moderno

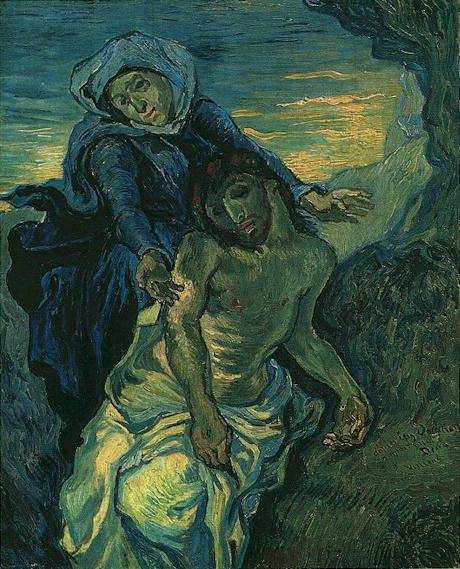
Óleo sobre lienzo Pietà (primera versión) de Vincent van Gogh (1889), en la Colección de Arte Religioso Moderno.

La Colección de Arte Religioso Moderno de los Museos Vaticanos es una colección de pintura, gráfica y escultura expuesta en 55 salas. Comprende casi 800 obras de 250 artistas internacionales, por ejemplo de Auguste Rodin, Vincent van Gogh, Paul Gauguin, Maurice Denis, Odilon Redon, Wassily Kandinsky, Marc Chagall, Paul Klee, Ernst Barlach, Max Beckmann, Otto Dix, Maurice Utrillo, Giorgio de Chirico, Giorgio Morandi, Georges Rouault, Oskar Kokoschka, Bernard Buffet, Renato Guttuso, Giacomo Balla, Alfred Manessier, Francis Bacon, Giacomo Manzú, Eduardo Chillida, Salvador Dalí, Pablo Picasso. La mayoría de las obras eran donadas por artistas y coleccionistas a la Santa Sede.
La prehistoria de la Colección de Arte Religioso Moderno comenzó con el encuentro del Papa Pablo VI con los artistas en la Capilla Sixtina, el 7 de mayo de 1964.
El Papa Pablo VI inauguró la Colección de Arte Religioso Moderno en 1973. Mario Ferrazza es responsable de la Colección desde 1973.